# La Charité (Andrea del Sarto, Paris)
La Charité (Carità) est une peinture à l'huile sur bois transférée sur toile datant de 1518 réalisée par le peintre toscan Andrea del Sarto. l'œuvre qui mesure 1,85 m de haut pour 1,37 m de large est conservée au Louvre.

## Historique
L'œuvre est l'un des rares témoignages du séjour d'Andrea del Sarto en France, à la cour de François Ier. Il s'agit de la seule œuvre attribuable avec certitude à cette période comprise entre juin 1518 et mars 1519, grâce à l'inscription sur la cartouche en bas à gauche : ANDREAS. SARTUS. FLORENTINUS. ME PINXIT MDXVIII.
Une autre œuvre du même titre est conservée à la National Gallery of Art de Washington (vers 1530, huile sur toile, 119,5 × 92,5 cm).

## Description
Le tableau est une personnification de la Charité accompagnée de ses attributs traditionnels : les enfants qu'elle protège et allaite, le vase ardent à ses pieds et au premier plan, la grenade symbole de l'abondance.
La scène est construite selon un schéma pyramidal, caractéristique de l'art toscan de l'époque déjà utilisé par Léonard de Vinci et Raphaël. 
La figure de la Charité est assise  avec une  jambe  dégagée sur la droite, deux enfants en son sein dont un est allaité et un troisième qui repose sur un bloc de pierre, appuyé sur un morceau de tissu de couleur azur. La plasticité des figures rappelle les œuvres de Michel-Ange.
Le paysage idéalisé en arrière-plan montre une petite montagne, qui se dégrade vers la droite, où se trouvent des arbrisseaux, un château et quelques personnages.
L'élaboration de la couleur caractérisée par une qualité picturale crayeuse laisse paraître les prémices d'une crise que ses contemporains  Rosso Fiorentino et Pontormo orienteront vers les « déformations » maniéristes.